# Upplands runinskrifter 431
Upplands runinskrifter 431 är en vikingatida runsten av blågrå gnejs som funnits i Åshusby, Norrsunda socken och Sigtuna kommun.  Runstenen är cirka 1,95 meter hög, 0,7 meter bred och 0,2 meter tjock. Runhöjden är cirka 9 centimeter. Ristningen kan med stor säkerhet attribueras till Åsmund. Runstenen finns i vapenhuset i Norrsunda kyrka. Stenen är en så kallad greklandssten.

## Inskriften
Translitterering av runraden:
tufa auk hominkr litu rita stin þino ' abtiʀ kunor sun sin ' in -- hon u(a)ʀ ta(u)-(r) miʀ krikium ut ' kuþ hialbi hons| |salu| |uk| |kuþs m--(i)(ʀ)
Normalisering till runsvenska:
Tofa ok Hæmingʀ letu retta stæin þenna æftiʀ Gunnar, sun sinn. En  hann vaʀ dau[ð]r meðr Grikkium ut. Guð hialpi hans salu ok Guðs m[oð]iʀ.
Översättning till nusvenska:
Tova och Häming läto uppresa denna sten efter Gunnar, sin son. Men han blev död ute bland grekerna. Gud hjälpe hans själ och Guds moder.